# Центр Помпиду
Национальный центр искусства и культуры Жоржа Помпиду (фр. Centre national d’art et de culture Georges-Pompidou), в просторечии Центр Жоржа Помпиду (фр. Centre Georges-Pompidou), Центр Помпиду или Бобур — культурный центр в квартале Сен-Мерри 4-го округа Парижа между кварталами Ле-Аль и Маре. Деятельность центра посвящена изучению и поддержке современного искусства и искусства XX века в различных его проявлениях (изобразительныe искусства, танец, музыка и пр.).

## История
В 1969 году президент Пятой республики Жорж Помпиду решил, что свободный участок плато Бобур должен быть использован для строительства многопрофильного культурного центра. Принятое решение дало новый импульс к развитию ряда различных проектов, которые должны были быть объединены в новом центре, в число которых входило создание новой общественной библиотеки в центре Парижа, обеспечение достойным помещением Государственного музея современного искусства (MNAM), не совсем удобно располагавшегося в крыле Токийского дворца, а также создание Центра современной музыки (IRCAM), вдохновлённого идеями французского композитора Пьера Булеза. В дополнение к этому новый центр должен был взять на себя деятельность Центра современного искусства. Также в то время в команду был включён Франсуа Матей из Музея декоративных искусств, который разработал динамическую программу выставок современного искусства.
На конкурс был представлен 681 проект, созданный архитекторами из 49 стран. В том числе был выдвинут проект от СССР, в котором участвовали архитекторы ГИПРОНИИ РАН, — проект стал лауреатом и получил положительные отзывы от мастеров западной архитектуры. Международным жюри под руководством архитектора и инженера Жана Пруве был выбран проект, представленный группой из трёх человек: британским архитектором Ричардом Роджерсом и двумя итальянцами — Ренцо Пьяно и Джанфранко Франчини. Пьяно и Роджерс самостоятельно курировали управление проектом.
Открытие центра состоялось 31 января 1977 года. Для публичного посещения он стал доступен со 2 февраля. Оригинальное архитектурное решение в стиле хай-тек вызвало неоднозначные оценки современников: экстравагантное здание критикам казалось похожим на нефтеперегонный завод. Однако вскоре Центр Помпиду стал одной из визитных карточек Парижа и вошёл в число самых посещаемых французских и мировых достопримечательностей.
В конце 1970-х и 1980-х годах зал Центра Помпиду увидел такие известные выставки, как: «Paris-New York», «Paris-Berlin», «Paris-Moscow» и «Paris-Paris», «Vienna: Birth of a Century» (англ. Вена: Рождение века), «The Immaterials», «Memories of the Future» (англ. Воспоминания о будущем), «Maps and Figures of the Earth», «Magicians of the Earth» (англ. Маги Земли). Под руководством директоров Понтуса Хультена и Доменика Бозо коллекция музея значительно выросла и стала мировым лидером в области современного искусства.
В 1992 году началась реорганизация центра, целью которой было создание отдела культурного развития. Отдел был ответствен за программу живых выступлений, кинопоказов, лекций, симпозиумов и различных дискуссий. Слияние музея современного искусства и центра промышленного дизайна было заложено в основы архитектуры здания и дизайна коллекции, что через двадцать лет было воспринято как достаточно оригинальное решение.
После двадцати лет деятельности и более 150 миллионов посетителей, по указу министра культуры Жана-Жака Айагона, в Центре Помпиду прошли ремонтные работы, которые длились с октября 1997 года по декабрь 1999 года. Правительство выделило средства для расширения пространства галереи, где проводился показ постоянной коллекции, а также для улучшения условий живого исполнения. В итоге центр получил около 100 тыс. м2 площади.
Центр Помпиду был открыт снова 1 января 2000 года с большим успехом. В настоящее время Центр Помпиду принимает от 3,5 до 3,8 миллиона посетителей в год.
В 2010 году открылся филиал Центра Помпиду в Меце, в 2015 году — филиал в Малаге, в 2019 году филиал в Шанхае.

## Описание

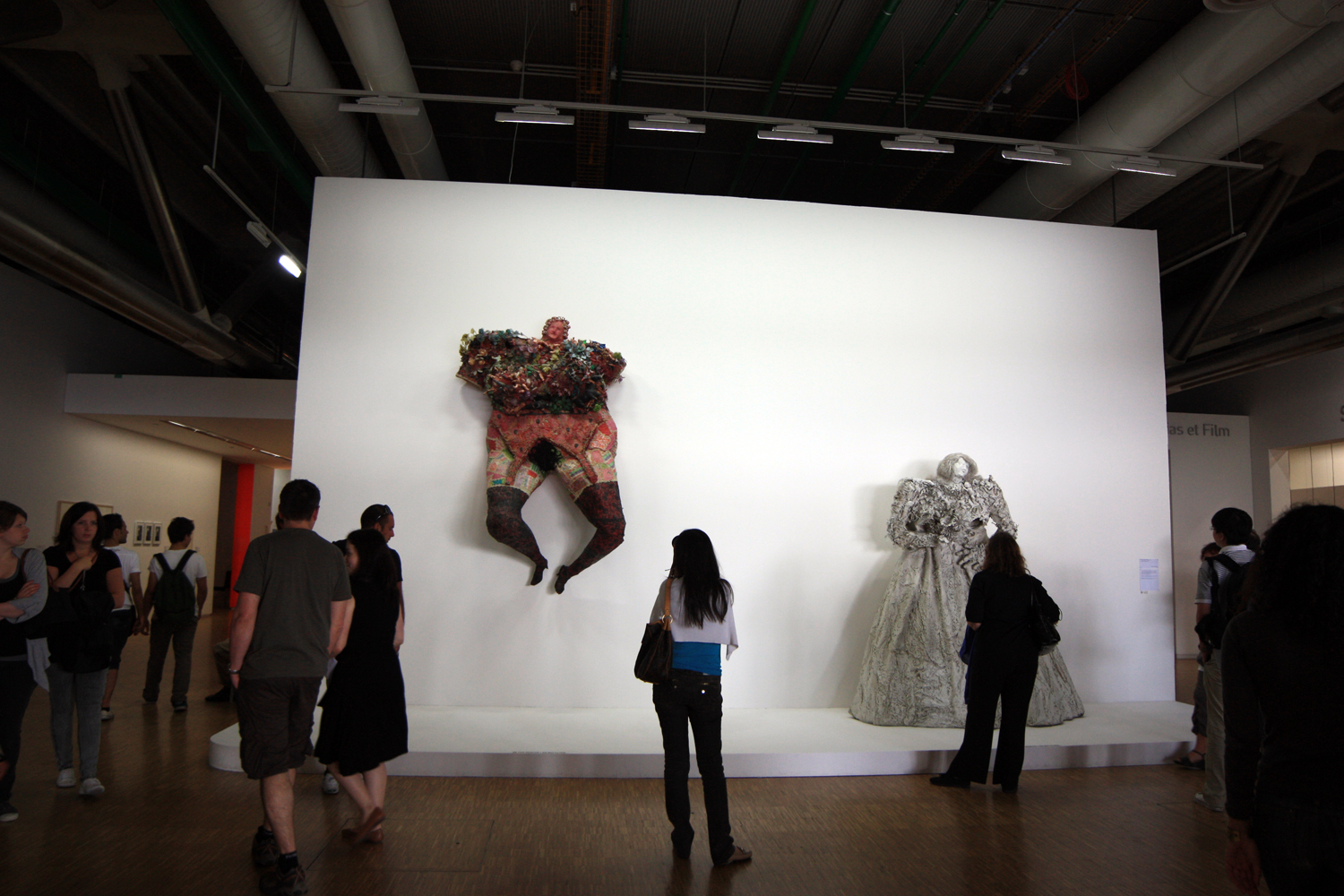
Часть выставок Центра

Здание представляет собой стеклянный параллелепипед очень больших для центра Парижа размеров: оно имеет длину 166 м, ширину 60 м и высоту 42 м. Оригинальная идея архитекторов была в расположении всех технических конструкций (несущие фермы, трубопроводы, лифты и эскалаторы) снаружи здания, что позволило высвободить максимум полезной площади в 40 тыс. м². Несущие конструкции выкрашены белым цветом, вентиляционные трубы — синим, водопроводные — зелёным, электропроводка — жёлтым, а эскалаторы и лифты — красным.
Центр Помпиду включает в себя парижский Музей современного искусства, библиотеку, Центр промышленного дизайна, Институт исследования и координации акустики и музыки, концертные и выставочные залы, несколько кинозалов. Вход в библиотеку бесплатный для всех, за исключением смотровой площадки.
Обширную площадь перед зданием облюбовали художники, бродячие артисты, музыканты и циркачи. Справа от Центра Помпиду небольшую площадь Стравинского украшает одноимённый экстравагантный фонтан, представляющий собой множество необычных металлических механизмов, двигающихся посредством воды.
Центр является третьей по посещаемости культурной достопримечательностью во Франции после Лувра и Эйфелевой башни: более 6 миллионов посетителей в год, в том числе 3,5 миллиона посетителей музея.